# リアルロボット
リアルロボット（Real robot）とは、アニメやゲームなどに登場する、架空のロボットの分類のひとつで、リアリティを重視したロボットの総称。対義的な言葉としてスーパーロボットがある。
機動兵器と分類されることもあり、この場合は必ずしも四肢を持つ人型の機体ではなく、腕または足だけの機体（『機動戦士ガンダム』のビグロやビグザム、超時空シリーズのガウォークなど）や、そもそも四肢が存在しない機体（『機動戦士ガンダム』のブラウ・ブロや『超時空要塞マクロス』のケルカリア）、多脚型の『太陽の牙ダグラム』のガンナーシリーズのような戦闘機や艦艇、戦闘車両に近い機体も、この分類に入る場合がある。

## 概要
ロボットアニメのクロスオーバー作品『第4次スーパーロボット大戦』で初めて登場し、同作品では上記のような意味合いを持つロボットを「リアルロボット」、一方でマジンガーZなどのヒーロー的ロボットを「スーパーロボット」と表現している。この言葉自体は、それ以前からアニメ雑誌などで、サンライズ制作作品などに「リアルロボット路線」といった表現で使用されていた。この「リアル」とは、実在しうるという意味ではなく、フィクション世界における実在感（リアリティ）があるという意味である。そのため、現実で研究・使用されている「ロボット」はリアルロボットとは呼ばない。
主に現実の兵器と同じくマスプロダクション的なロボットがこう呼ばれるが、言葉の性質上、明確な定義があるわけではなく、どのロボットをリアルロボットと呼ぶかは概ね製作者の判断に委ねられる。『スーパーロボット大戦シリーズ』のプロデューサー・寺田貴信は、リアルロボットとスーパーロボットの境目を「説明できるエネルギーで動いているか」であると語ったことがある。ただし、リアルロボットに分類されるが動力源が設定されていない作品や、動力源以外にも詳細な科学設定を持つスーパーロボットも存在する。
命名は『太陽の牙ダグラム』や『装甲騎兵ボトムズ』などの監督を務めた高橋良輔であり、対談で「多分僕が言い出したこと」と語っている。リアルロボットの他、人型機動兵器などの呼称もある。

## リアルロボットの起源
SFアニメ作品において多数の兵器や国家間の戦争を描き、リアルなメカニック設定を行ったアニメとして『宇宙戦艦ヤマト』があった。『宇宙戦艦ヤマト』はそれまでのスーパーロボット物やヒーローメカ物作品のような、主役メカ＝主人公そのもの（もしくは主人公以上の物）ではなくあくまで象徴的な道具として描く事が多かった。それ以外の初期の例としては1974年に放送された『ゲッターロボ』では、「主役ロボットは宇宙開発用だった機体を武装したもの」「練習機による訓練」「ロボットを援護・支援する偵察機」などの設定が描写されており、翌年に放送された続編『ゲッターロボG』では「後継機は前作での苦戦を踏まえて最初から戦闘用として開発」「ロボットの出力は10倍になったが消費も激しい」「消費量を補うため偵察機に空中給油機の機能を搭載」などの設定が追加されている。1977年に放送された『合身戦隊メカンダーロボ』では、「主人公らの乗るロボットは防衛軍の支援が主目的」「敵ロボットは量産品で世代も設定されている」など軍事的なリアリティを取り入れた作品も存在した。ただし主人公の乗るロボットは一騎当千の活躍を見せる存在であり、軍事作戦に投入される量産兵器ではなかった。
軍事的なリアリティをロボットアニメに取り入れた先駆的な作品が、富野喜幸（現・富野由悠季）の『機動戦士ガンダム』である。従来のアニメのロボットは、神秘的かつ絶対的な存在として表現される場合が多かったが、これに対し『機動戦士ガンダム』では、
- ロボットが「モビルスーツ」という兵器の一種であり、種類によっては大量生産された量産機としている。
  - 従来のスーパーロボットはほぼ一体限りの存在であり、ひとたび破壊されると代替の利かないケースが多い。
- 「量産型」「試作品」「新型」「旧式」といった派生型や、消耗部品の交換といった産業的な描写が初めて本格的に登場する。
  - 断片的な形では『鉄人28号』や『無敵超人ザンボット3』などでも描写されていた。

このような設定・概念が、それまでのロボット作品と決定的に違い、リアルロボットという概念を確立させた。当初、このような設定を持つ作品群を富野自身は「ハード・ロボットもの」と呼んでいたが、高橋の提示した「リアルロボット」の方が多く使われたため、本人も次第にハード・ロボットの呼称は使わなくなっている。また後にヒット作品となるゲーム『スーパーロボット大戦シリーズ』ではシステム上の区分として採用されるなど、一定の広まりを見せた。
スーパーロボット作品では技術説明として『超合金』や『宇宙人の技術』など大まかな解説にとどまり、動力源が不明確だったり変形のプロセスに無理がある作品もあった。リアルロボット作品では製造メーカーの明示、制御装置やソフトウェアの概念、ミノフスキー粒子のようなロボットが存在する理由を詳細に設定するようになった。
ゲーム作品では「主人公は多数存在するパイロットの一人」「パーツが販売されている」「弾薬費や修理費が請求される」など量産品・兵器を反映したシステムを採用した作品も多い。
リアルロボット作品でも描写を重視しない作品も多く、「操縦には才能が必要」「代替品は存在しない」「量産型を圧倒する高性能な専用機」「神秘的・精神的な要素で活躍」するといった表現が「お約束」とした作品もある。特に架空のロボット競技を扱った作品では「破壊されると敗北」「搭乗者は機体を調整できる」などのルールにより、スーパーロボットのような扱いになっている作品もある。リアルロボットの代表格であるガンダムシリーズでも、『機動武闘伝Gガンダム』では機体は全て競技用であり国家が管理しているが、修行や気合いなど精神論的な要素がストーリーに大きく絡み、必殺技を出す際に技名を叫ぶなど、当時の「格闘もの」の影響を受けてスーパーロボットアニメやスポ根作品に近い演出が行われている。ゲーム作品の『アーマード・コアシリーズ』では搭載できる武器の重量制限や弾薬や修理費の概念を取り込むなどリアルロボット路線だったが、『アーマード・コア4』に登場する『ネクストAC』は弾薬の補給や修理に出費が必要といった兵器的な側面と、才能のある人間しか操縦できず単機で戦局を覆す戦略兵器という相反する要素を設定し、それまでのシリーズとは差別化が図られた。
スーパーロボット作品でもガンダム以降に製作された作品には、型式の新旧や派生型の概念、消耗部品の交換といった産業的な描写を盛り込む作品が登場している。例として『機動戦士ガンダム』の後番組の『無敵ロボ トライダーG7』では、主役メカは敵側からの亡命者が設計したワンオフで地球製よりも高性能だが、主人公が経営する会社の備品として戦闘以外の作業に使われる、発進前に注意喚起を周囲に放送し安全確認を行う、経費がかさむため高価なミサイルの使用を控えるように忠告されるなど、運用にまつわる問題を強調することで、軍事兵器を強調したガンダムとは異なり産業機械的なリアリティを表現している。
元来リアルロボットとスーパーロボット共に厳密な定義は存在せず、現実感を重視したのがリアルロボット、見栄えを重視したのがスーパーロボット程度の区分けだった。1990年代以降は制作側が視聴者の嗜好の変化を取り込んだこともあり、両者の境界は曖昧となっている。2000年に製作された『銀装騎攻オーディアン』では前半はリアルロボット、後半はスーパーロボット的な展開を志向した作品であり、前半で主人公が操縦するリアルロボットが後半で登場するスーパーロボットに格納されそのまま操縦システムになるという設定となっている。
スーパーロボット大戦シリーズには当初からスーパーロボット作品だけでなくガンダムをはじめとしたリアルロボット作品からの出演があり、一部の作品は主人公をスーパーロボットに乗るスーパー系、リアルロボットに乗るリアル系から選択できるものの、両者の違いはスーパー系はスーパーロボットに、リアル系はリアルロボットにのみ搭乗できる程度であり、ゲームの難易度や進行には影響していない。

## 作品中のリアルロボット

### アニメ
モビルスーツ（宇宙世紀ガンダムシリーズ/機動戦士ガンダムAGE/ガンダム Gのレコンギスタ/機動戦士ガンダム 鉄血のオルフェンズ）
リアルロボットの奔りとなった存在。同シリーズ中には可変型や四脚型、他機を凌駕する1機しか存在しない機体も登場する。
コンバットアーマー（太陽の牙ダグラム）
主人公機は量産を目指した機体でありながら圧倒的な活躍をみせるが、戦場までの運搬や整備が必要であり、敵側から整備兵を誘拐してくるエピソードが用意され、コンバットアーマーやその部品を製造したメーカーも設定されている。
ウォーカーマシン（戦闘メカ ザブングル）
元々は二足歩行型の作業機械。動力源はガソリンエンジン、ステアリングやペダルによる操縦など自動車や建設機械を連想させる設定となっている。
可変戦闘機（マクロスシリーズ）
人型、中間型、戦闘機型に変形可能であるが戦闘機形態がメインの「人型ロボットに変形できる戦闘機」。一部作品を除き主人公も量産機に搭乗するが、パーソナルカラーを施す事で演出上の差別化を図っているが性能は変わらない。
アーマードトルーパー（装甲騎兵ボトムズ）
リアルロボットのイメージを確立した作品。ロボットを徹底的に「消耗品」「兵器」として描き、修理や補給だけでなく乗り捨てるといった描写もある。主人公や敵が大量生産されていない高性能専用機に搭乗することもあったが、機体性能のみで多数の量産型を圧倒できるものではない。
機甲兵（機甲界ガリアン）
中世の鎧騎士やヨーロッパ神話世界のモンスターを模した機体が多く登場し、剣、槍、棍棒、戦斧を主武器に戦う。
ラウンドバーニアン（銀河漂流バイファム）
主人公機のバイファムは量産機を意識し、没個性的なデザインとなっている。動力は燃料電池、名称は姿勢制御装置が由来だが、敵からは『機動兵器』と呼ばれている。
ヘビーメタル（重戦機エルガイム）
人造人間を使用する制御システムに、ムーバブルフレームや全天周囲モニター・リニアシートなどの技術設定、運搬車両など周辺設定が詳細に行われている。最初の主人公機は量産のために構造が簡略化されたモデルで、後継機が登場すると部品取りにされるなどしている。
スーパー・パワード・トレーサー (SPT) /マルチ・フォーム (MF) /テラー・ストライカー (TS)（蒼き流星SPTレイズナー）
運用方法や用途の違う3カテゴリのロボット群を登場させた。
メタルアーマー（機甲戦記ドラグナー）
ガンダムシリーズのガンダムとジムに代表される“高性能な試作機”と“試作機より性能の劣る量産機”の図式を覆し、試作機の性能を上回る量産機、旧式の機体を近代改修して延命するなど現実的な描写を登場させた。
レイバー（機動警察パトレイバー）
元々は作業用に開発された乗用の産業機械。作中の法律では特殊車両に分類されるため、ナンバープレートが装着されている。また多数のメーカーから新モデルが定期的に発表されるなど、自動車のような描写が徹底されている。
タクティカルアーマー（ガサラキ）
鬼のミイラの細胞を元に製造された人工筋肉を使用するなどオカルト要素が強いが、視界の開けた平地での戦闘では戦車に劣り、市街戦で本領を発揮するなど運用面で現実的な描写が行われている。
衛人（シドニアの騎士）
宇宙空間での行動を前提としており、重力下では四足歩行形態に変形する、機体内部に漂流に備えた食料や水を搭載するなどの対策が施されている。
主人公が最初に搭乗する機体は退役していた旧型を改修した機体であり、他の登場人物が搭乗する新型機に比べ操作が難しいという設定を主人公だけが乗れる理由付けとしている。新兵器の登場で戦法が一変し、定期的に新型への置き換えが行われている。
アメイン（境界戦機）
動力源は電力によるモーターやシリンダーなどである。
外部は多面型カメラで録った映像をホログラムで映し出す方式で見られる。
AI (i-res) が搭載されているアメインの事をメイレス (MAILES) と言う。
ティタノストライド（勇気爆発バーンブレイバーン）
通称、TS。陸上自衛隊では機動歩行戦闘車と呼ばれる人型機動兵器。地形や環境を問わない装甲車両相当の運用可能な兵器として開発されている。
ゾイド（ゾイドシリーズ）
動物や恐竜の姿を象った金属生命体だが、擬人化された存在でなく、コックピットが搭載されておりパイロットが操縦するなど「兵器」として扱われる。

### ゲーム
アサルト・スーツ（重装機兵ヴァルケン、重装機兵レイノス）
戦車の装甲と火力、戦闘機の機動性を併せ持ち、武装を変更できる有人ロボット兵器。軍の装備品であり、現実の戦車や戦闘機のように各国が開発している。
主人公やライバルは軍人パイロットであり、命令に沿って行動するなど軍事作戦を強調したゲームシステムとなっている。
ヴァンツァー（フロントミッションシリーズ）
各部位と武装を換装可能な兵器。各パーツは量産品で、火力・装甲が戦車に劣る事により、視界の開けた平地での戦闘では戦車に劣ると設定されている。
パーツを購入して組み合わせることで、各パーツに設定されたパラメータを反映したロボットの部隊を作成・指揮できる。
AWGS（ガングリフォン）
装甲歩行砲システム、Armored Walking Gun System の略。各国で開発された多脚兵器が登場する。
作戦は命令に沿って行動し、作戦中に補給が可能であるなど軍事兵器であることが強調されたゲームシステムとなっている。
アーマード・コア（アーマード・コアシリーズ）
傭兵となった主人公が搭乗する各部位と武装を換装可能な兵器。高速かつ立体的な機動により他の兵器を圧倒する存在であるが、各パーツは販売されている量産品であり、同じパーツ群から構築された機体に搭乗した同業者が多数登場するなど、傭兵の道具を強調したゲームシステムとなっている。
VT（鉄騎）
Vertical Tank の略。ゲームでの操作には専用のコントローラを必須とすることで、ロボットの複雑な操縦を体験できる。続編の『重鉄騎』では、Kinectの動体感知をコントロールに利用している。
パワーローダー（パワードール）
人型作業機械の総称で、敵味方双方が使用する歩行兵器。現実の戦争と同じく戦闘時に死亡しやすくなっている。肉薄して相手を倒すといった接近戦は少なめ。
戦術機（マブラヴ）
作中に登場する実在の戦闘機の名前を持つ歩行兵器。実在の兵器と同様に弾薬や推進剤に限りがあるなどの制約がある他、機動力を上げるため装甲が薄くなっているといった特徴がある。現実の戦闘機同様に各国が開発している。
AFW（RING of RED）
Armored Fighting Walkerの略。作中に登場する歩行戦車で、搭乗兵として随伴兵を1班乗せることが出来る。その他に地上兵として2班ほど随伴兵が援護する。